# Zhang Heng
Zhang Heng (vereenvoudigd Chinees: 张衡; traditioneel Chinees: 張衡; pinyin: Zhāng Héng; 78-139 n.Chr.) was een Chinees astronoom, wiskundige, uitvinder en geleerde uit de Oostelijke Han-dynastie.
Zhang Heng werd geboren in het district Nanyang in de huidige provincie Henan. Hij kreeg een klassieke Chinese opleiding en publiceerde verschillende literaire werken voor hij op zijn 30e astronoom werd. Op zijn 38e werd Zhang ambtenaar.
In 123 corrigeerde Zhang de Chinese kalender, zodat die weer gelijk zou lopen met de seizoenen. In 132 vond hij de eerste seismograaf uit, die aardbevingen kon melden die tot 500 km verderop plaatsvonden. Verder was Zhang de eerste persoon in China die een draaiende hemelglobe construeerde en vond hij de hodometer uit.
In een van zijn publicaties, líng xiàn (靈憲), een samenvatting van de astronomische theorieën van die tijd, benaderde Zhang het getal pi als 730/232 (ongeveer 3,1466). In een van zijn formules voor het berekenen van het volume van een bol gebruikte hij de vierkantswortel van 10 (ongeveer 3,162) als pi.

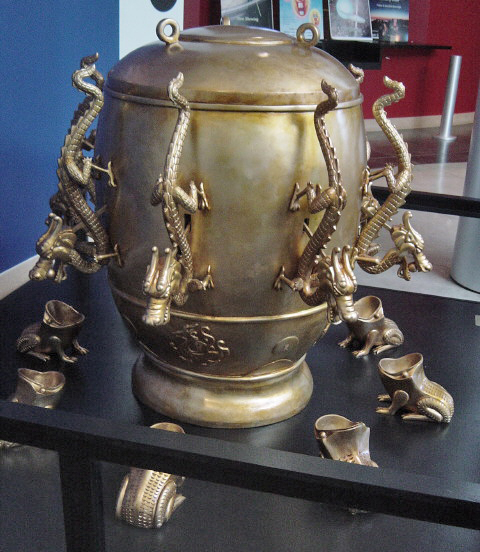
Replica van Zhang Hengs seismograaf

- CiNii: DA0768498X
- Gemeinsame Normdatei: 141317965
- International Standard Name Identifier: 0000 0000 7890 0851
- Library of Congress Control Number: n85009541
- Bibliotheek van het Japanse parlement: 00625476
- Nationale Bibliotheek van Tsjechië: xx0173527
- Nationale bibliotheek van Australië: 36632884
- Nationale Bibliotheek van Israël: 987007347162805171
- Nederlandse Thesaurus van Auteursnamen: 159815800
- Système universitaire de documentation: 070261555
- Museum of New Zealand Te Papa Tongarewa: 27771
- Trove: 1347536
- Virtual International Authority File: 33416697
- WorldCat: E39PBJxxj3jPGCYgwxh6B34g8C